# Novastoa
Novastoa is een geslacht van weekdieren uit de klasse van de Gastropoda (slakken).

## Soorten
- Novastoa bahamensis Golding, Bieler, Rawlings & Collins, 2014
- Novastoa batavia Golding, Bieler, Rawlings & Collins, 2014
- Novastoa caboverdensis Golding, Bieler, Rawlings & Collins, 2014
- Novastoa lamellosa (Hutton, 1873)
- Novastoa pholetor Golding, Bieler, Rawlings & Collins, 2014